# Défense d'afficher
Défense d'afficher is een Franse stomme film uit 1896. De film werd geregisseerd door Georges Méliès.

## Verhaal
Een militair bewaakt een muur waar het verboden is "aan te plakken" (défense d'afficher). Achter zijn rug komen achtereenvolgens twee personen een affiche aanplakken en krijgen het met elkaar aan de stok. Wanneer de overste van de militair verschijnt, gaan ze op de vlucht. De militair krijgt vervolgens een uitbrander van zijn overste omdat hij de muur niet goed bewaakt heeft.